# Celebration (álbum)
Celebration é o terceiro álbum de grandes êxitos da artista musical estadunidense Madonna. O seu lançamento ocorreu em 18 de setembro de 2009, através da Warner Bros. Records, sendo o último lançamento da cantora com a gravadora. Resultado de dezoito canções em sua edição padrão e trinta e seis faixas em sua edição deluxe (sendo dezoito faixas em cada disco da edição deluxe), compila as canções mais exitosas dos seus discos anteriores, Madonna (1983), Like a Virgin (1984), True Blue (1986), Like a Prayer (1989), Erotica (1992), Bedtime Stories (1994), Ray of Light (1998), Music (2000), American Life (2003), Confessions on a Dance Floor (2005) e Hard Candy (2008), bem como de seu primeiro álbum de grandes êxitos The Immaculate Collection (1990) e de suas trilhas sonoras Who's That Girl (1987) e I'm Breathless (1990). Além de seus trabalhos anteriores, o projeto conta com três faixas novas: "Celebration", "Revolver" — que está incluída apenas na edição deluxe do disco — e "I'm So Cool", sendo que a última foi descartada das sessões de seu nono álbum de estúdio, American Life. Uma quarta faixa, intitulada "Broken", não entrou no repertório do álbum e foi lançada promocionalmente em disco de vinil no ano de 2012. A sua produção esteve a cargo de Mirwais Ahmadzaï, Dallas Austin, Babyface, John "Jellybean" Benitez, André Betts, Stephen Bray, Danja, DJ Frank E, Ian Green, Mark Kamins, Lenny Kravitz, Patrick Leonard, Reggie Lucas, Madonna, Paul Oakenfold, William Orbit, Shep Pettibone, Stuart Price, Nile Rodgers, Timbaland e Justin Timberlake.
Em março de 2009, Liz Rosenberg, assessora da cantora, anunciou os planos para o lançamento de uma coletânea em setembro e que a artista estava em estúdio preparando novas músicas para a coletânea. A lista de faixas do álbum foi escolhida pela própria cantora com a ajuda de seus fãs. Foram definidas várias versões da compilação em diversos territórios, incluindo remixes exclusivos para a iTunes Store e a Amazon, além de serem incluídos vídeos musicais na edição deluxe comercializada na primeira. Três dias depois do lançamento do projeto, foi distribuído um DVD intitulado Celebration: The Video Collection, que inclui quarenta e sete vídeos musicais, compilados em dois discos. O trabalho foi aclamado pela mídia especializada, a qual prezou a boa escolha das canções como uma forma de retrospectiva à carreira da artista. Comercialmente, atingiu a liderança das tabelas da Bélgica, do Canadá, da Dinamarca, da Europa e de outros sete territórios. Nos Estados Unidos, debutou na sétima posição da Billboard 200 e acabou por ser certificado como ouro pela Recording Industry Association of America (RIAA).
O primeiro single extraído do projeto foi a faixa-título, que foi lançada digitalmente em 31 de julho de 2009, sendo comercializada nos dias seguintes em vários territórios. Comercialmente, atingiu a primeira posição na Bulgária, na Europa, na Finlândia, na Hungria, em Israel e em outras quatro regiões. O vídeo musical correspondente foi dirigido por Jonas Åkerlund e apresenta Madonna e alguns dançarinos dançando ao som da canção. Uma segunda versão do trabalho foi lançada em 17 de setembro seguinte e apresenta fãs dançando ao som da faixa. "Revolver" foi lançada em 14 de dezembro do mesmo ano e conta com a participação do rapper Lil Wayne. Obteve um desempenho moderado, atingindo as vinte primeiras posições na Bélgica, na Finlândia e na Itália, bem como no periódico genérico estadunidense Hot Dance Club Songs.

## Antecedentes e lançamento
"A música vem em primeiro lugar. E todas essas outras coisas que as pessoas se lembram, as coisas imagéticas, são secundárias, ou certamente não são muito importantes. Mas eu acho que eu fiquei muito boa em checar as coisas quando as opiniões das pessoas do meu trabalho estão vindo do que pensam de mim pessoalmente. Você apenas tem que fazer do seu jeito e, em seguida, deixar rolar para o mundo. O resto, você não controla".

—Madonna falando sobre as suas canções e Celebration.
Em 18 de março de 2009, Liz Rosenberg, assessora de Madonna, anunciou os planos para o lançamento de um álbum de grandes êxitos em setembro. Ela também acrescentou que Madonna estava em estúdio preparando um novo material para o álbum. No dia seguinte, o empresário da cantora, Guy Oseary, questionou os fãs da artista no Twitter quais temas deveriam entrar na compilação. Mais tarde, foi confirmado que Madonna havia composto três novas faixas para o álbum, com Paul Oakenfold sendo posteriormente confirmado como o produtor de duas das novas músicas. Em uma entrevista com a publicação Attitude, Oakenfold afirmou que as faixas que ele produziu com a cantora se chamariam de "Broken (I'm Sorry)" e "Celebrate". Ele afirmou que as novas canções eram "liricamente clássicas de Madonna com um som moderno". Em 26 de agosto de 2009, a página oficial da artista confirmou a presença da faixa "Revolver" com o rapper Lil Wayne e a lista de faixas oficial do CD e do DVD.
Através da página oficial de Madonna, a Warner Bros. Records anunciou oficialmente em 22 de julho de 2009 que o álbum seria lançado no dia 28 de setembro de 2009 e confirmou que seria intitulado de Celebration. A compilação foi disponibilizada em uma edição padrão com um único disco e uma edição deluxe com dois discos. As músicas do álbum foram remasterizados e escolhidas por Madonna e seus fãs, enquanto cobriram toda a extensão de sua carreira. Em 21 de setembro do mesmo ano, foi lançado um DVD intitulado Celebration: The Video Collection, que incluiu diversos vídeos musicais da cantora, sendo que alguns nunca haviam sido incluídos em um álbum de vídeo da cantora. O DVD incluiu a versão completa do vídeo musical de "Celebration". A capa de Celebration foi criada pelo grafiteiro Mr. Brainwash que é mais conhecido por "jogar ícones culturais modernos em um liquidificador e transformá-los até em onze [de si mesmos]". A compilação foi disponibilizada em pré-venda na iTunes Store em 1º de setembro de 2009 para coincidir com o lançamento do vídeo musical de "Celebration". Ambas as edições padrão e deluxe foram disponibilizadas, bem como uma edição premium exclusiva da iTunes Store, que inclui a edição deluxe completa, uma terceira faixa nova intitulada "It's So Cool", e trinta vídeos musicais.

## Crítica profissional
| Críticas profissionais | Críticas profissionais |
| Pontuações agregadas   | Pontuações agregadas   |
| Fonte                  | Avaliação              |
| ---------------------- | ---------------------- |
| Metacritic             | (84/100)               |
| Avaliações da crítica  |                        |
| Fonte                  | Avaliação              |
| Allmusic               | 4.5 de 5 estrelas.     |
| Digital Spy            | [ 8 ]                  |
| Entertainment Weekly   | (A)                    |
| Houston Chronicle      | [ 10 ]                 |
| NME                    | (desfavorável)         |
| Pitchfork Media        | (5.7/10)               |
| Rolling Stone          | [ 13 ]                 |
| Slant Magazine         | [ 14 ]                 |
| The Daily Telegraph    | [ 15 ]                 |

O portal Metacritic, com base em cinco resenhas recolhidas, concedeu ao Celebration uma média de oitenta e quatro pontos de uma escala que vai até cem, indicando "aclamação universal". Sarah Crompton, do The Daily Telegraph, deu para o álbum quatro de cinco permitidas e disse: "Celebration de Madonna mostra o quão consistentemente ela entrega os bens, com faixas como 'Music', 'Ray of Light', 'Frozen' e 'Don't Tell Me', com "apenas um par de [canções] que parecem dispensáveis". Eric Henderson, da publicação Slant Magazine, atribuiu para a compilação quatro estrelas de cinco totais e comentou que "funcionalmente, o que Madonna e seus fãs estão realmente comemorando com o lançamento de Celebration é a prova mais difícil de que o catálogo de Madonna agora é tão imenso e tão variado que ela pode liberar um pacote gigante de sucessos em dois discos do que calçadeiras em 36 músicas e ainda consegue mudar significativamente o legado do cantora", embora tenha notado que "está faltando algumas canções no álbum, nem sempre inclui as [faixas] corretas, [e] parece ter sido sequenciado por uma lista de reprodução geniosa particularmente não intuitiva". Tim Sendra, do portal Allmusic, elogiou que "a coleção faz um bom trabalho de viver até o título — é certamente uma celebração da carreira de Madonna e inclui algumas das canções pop mais festivas e emocionantes de todos os tempos". Ao rever a edição deluxe da coletânea, ele comentou que "a edição deluxe com um disco duplo composto por trinta e seis faixas tem uma vida mais fácil do que a edição padrão de dezoito faixas". Rob Sheffield, da revista musical Rolling Stone, disse que "Celebration arranca com pura felicidade e nunca se deixa abater. É uma vertiginosa retrospectiva ao longo dos anos da carreira Madonna, cujos anos que faz você sentir a sorte de estar vivendo. Seu gênio de fazer sucessos é incomparável e (...) diminuiu", apesar de ter comentado que a omissão de "Angel" foi "apenas uma loucura". Lean Greenblatt, da revista Entertainment Weekly, comentou que o álbum "mantém-se surpreendentemente bem" e concedeu a ele uma nota A.
Nick Levine, do Digital Spy, concedeu para a compilação cinco estrelas de cinco totais e prezou a seleção de faixas, dizendo que "é quase desnecessário dizer que as faixas são brilhantes". Joey Guerra, do periódico Houston Chronicle, prezou o álbum dizendo que "cada faixa de Celebration define um momento no tempo, uma rádio para cantar junto, um giro sob a bola brilhante. É uma prova pulsante das proezas pop de Madonna muitas vezes negligenciadas, desde os primórdios eletrônicos desconexos de 'Everybody' e 'Burning Up' até o redemoinho disco de 'Beautiful Stranger' e 'Hung Up', que são os destaques". Alan Woodhouse, da NME, foi desfavorável sobre a compilação, citando a carreira de Madonna com duas fases distintas, sendo elas a sua "saídas dos anos 80" e sua carreira posterior, ou "fase dois", resumindo dizendo que "Madonna pensa claramente que esta coleção representa uma celebração da sua longevidade. (...) Na realidade, tudo faz o álbum expor suas falhas mais recentes", embora Woodhouse também tenha citado que foi "injusto dizer que Madonna não trouxe magias desde 1990" antes de nomear "Hung Up" e "Ray of Light". Douglas Wolk, da Pitchfork Media, concedeu ao álbum uma nota de 5.7 de um total de 10, também comparando seus primeiros trabalhos com os posteriores, afirmando que "'Hung Up' é realmente a única canção do período pós GHV2 que está alojada na consciência pop americana", concluindo a análise dizendo que "[Madonna] merece uma retrospectiva mais interessante do que esta peça aleatória do produto de preenchimento do [seu] contrato [com a Warner Bros. Records]", apesar de ter sido positivo em relação a sequência de abertura, resenhando que "é um argumento incrivelmente forte, convincente e genioso para ela".

## Desempenho comercial

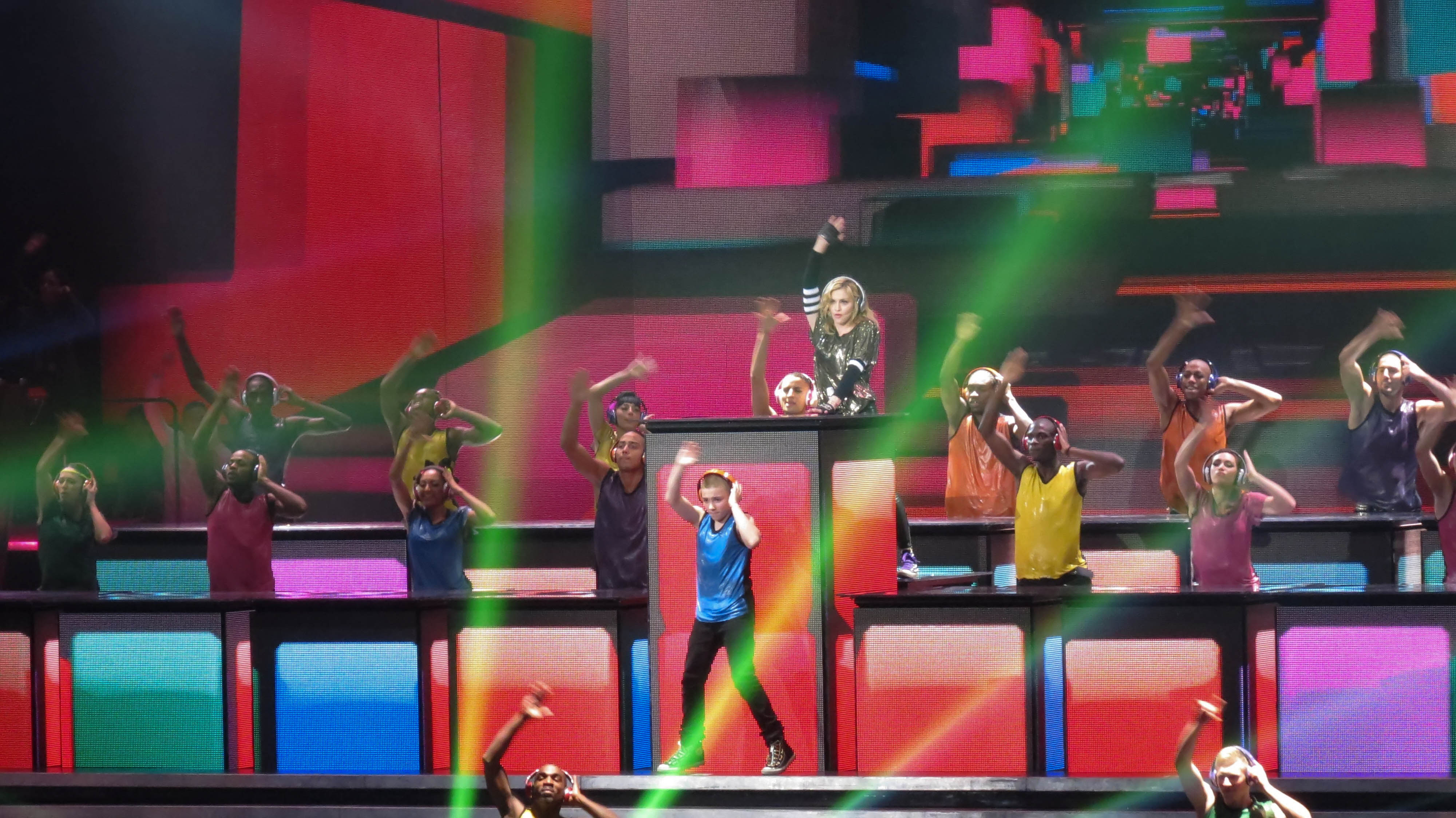
Madonna encerrou o MDNA Tour com uma performance enérgica de "Celebration".

Celebration obteve sucesso comercial ao redor do mundo. Nos Estados Unidos, ele estreou no número 7 da lista da Billboard 200 em 17 de outubro de 2009, com 72,000 cópias vendidas em sua primeira semana. Em 23 de novembro do mesmo ano, a Recording Industry Association of America (RIAA) certificou o álbum com um ouro, após a venda de 500,000 unidades naquele território. Em abril de 2010, o álbum teve um aumento nas vendas após a estréia do episódio de tributo a cantora "O Poder de Madonna", da série de televisão americana Glee. Foi colocado na posição 86, com vendas de 6,000 e um aumento de 219%. Então, em fevereiro de 2012, após a apresentação de Madonna no intervalo do Super Bowl XLVI, o álbum voltou à lista em 24º lugar, com 16,000 unidades vendidas e um aumento de 1341% em relação a semana anterior. Em outras tabelas da Billboard, atingiu o segunda posição na tabela Top Catalog Albums. De acordo com a Nielsen SoundScan, até agosto de 2010, o Celebration já havia vendido 251,000 cópias nos Estados Unidos. Nos outros dois países da América do Norte, Canadá e  México, o álbum estreou no topo de suas respectivas tabelas. No primeiro país, Celebration vendeu 17,000 cópias em seus primeiros sete dias, enquanto no segundo, atingiu 60,000, de modo que a Asociación Mexicana de Productores de Fonogramas y Videogramas (AMPROFON) que certificado com um disco de platina. Na América do Sul, Por outro lado, ficou em terceiro lugar na tabela oficial da Argentina e ambas a Cámara Argentina de Productores de Fonogramas y Videogramas (CAPIF) como a Pro-Música Brasil (PMB) premiou o projeto como certificação de ouro e platina dupla, respectivamente, depois de vender 20 e 200,000 unidades.
Nos mercados europeus, Celebration também obteve sucesso comercial. No Reino Unido , ele estreou diretamente no número um da tabela em 3 de outubro de 2009, e se tornou o décimo primeiro álbum de Madonna nessa lista. Com este evento, a cantora igualou Elvis Presley como a artista solo com a maior quantidade de álbuns em primeiro lugar na história da UK Albums Chart. Em janeiro de 2010 a British Phonographic Industry (BPI) condecorou o álbum com platina e, de acordo com os Official Charts Company, em junho de 2019, já havia vendido 666,000 cópias no país. Celebration alcançou o topo das tabelas na Bélgica (Flandres), Dinamarca, Alemanha e Itália, enquanto na Áustria, Bélgica (Valônia), Finlândia, Holanda, Noruega, Portugal, Espanha, Suécia e Suíça, o álbum estreou entre os dez primeiros das tabelas oficiais. Na França, o álbum recebeu uma certificação de platina da Syndicat National de l'Édition Phonographique (SNEP) pela coemrcialização de 100,000 cópias. Também foi lançado no número um na tabela European Top 100 Albums, durante quatro semanas consecutivas. No total, a Celebration vendeu mais de um milhão de cópias em toda a Europa, obtendo uma certificação de platina da International Federation of the Phonographic Industry (IFPI).
Por outro lado, na Austrália , Celebration alcançou a sexta posição de sua tabela oficial e, na Nova Zelândia , a segunda. As suas associações de certificação correspondentes deu ao álbum uma certificação de ouro, por ter vendido 35,000 e 75,00 unidades, respectivamente. Em todo o mundo, Celebration vendeu cerca de 4 milhões de cópias até Fevereiro de 2013.

## Singles

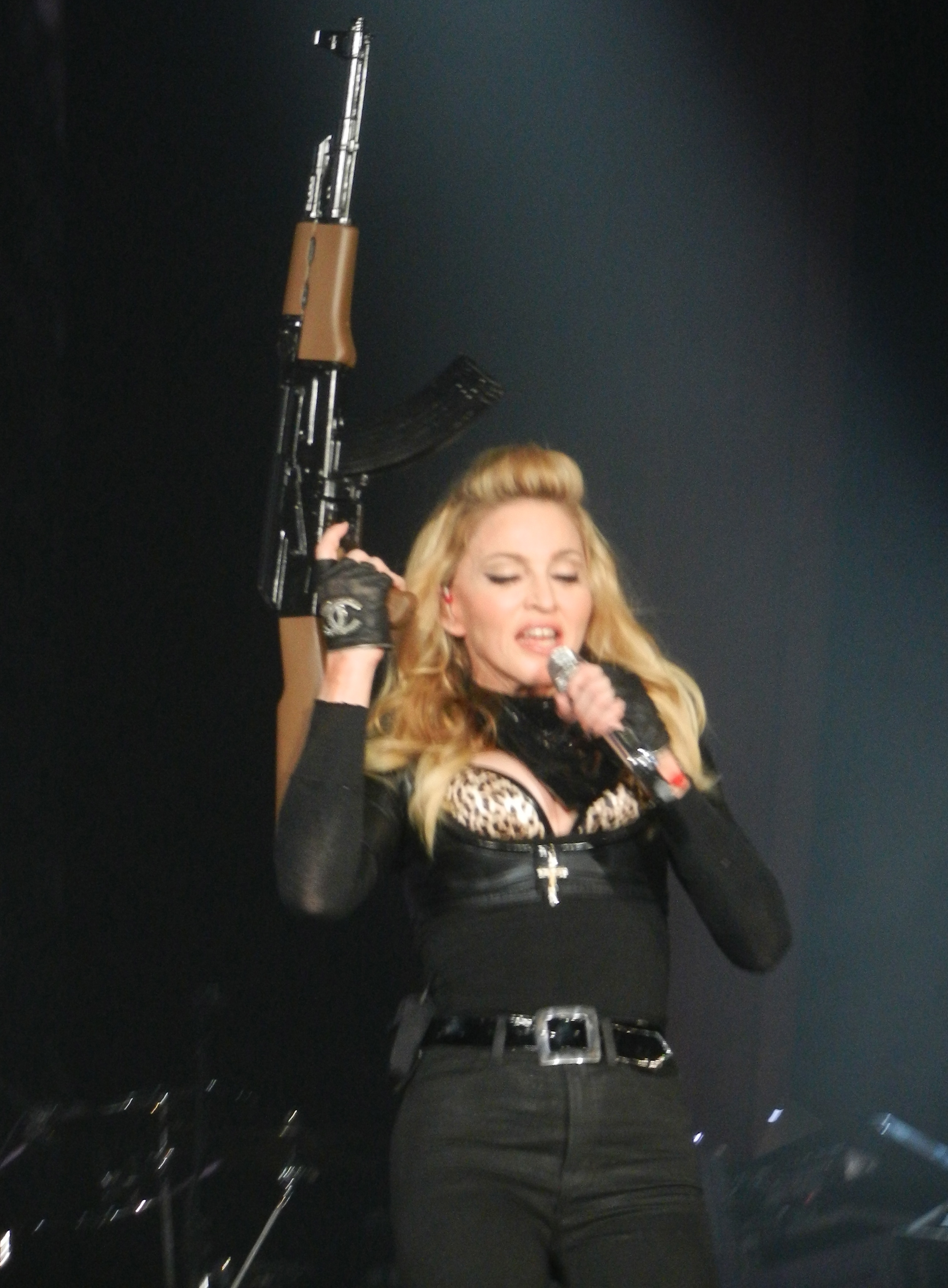
Durante a turnê The MDNA Tour (2012), "Revolver" foi apresentado como a segunda música do show.

Para a promoção do álbum, dois singles comerciais foram publicados . O primeiro, "Celebration" foi o primeiro single da compilação. Uma primeira prévia da música foi adicionada na performance de "Holiday" em sua etapa de 2009 na Sticky & Sweet Tour. Ele seria lançado nas estações de rádio em 3 de agosto de 2009. No entanto, o single vazou para a Internet, então a data foi alterada para 31 de julho de 2009. O download digital também foi lançado nesta data devido ao vazamento. Remixes da música foram lançados em danceterias em 24 de julho de 2009. "Celebration" recebeu críticas mistas de críticos contemporâneos. A música alcançou o topo das tabelas em países como Finlândia, Itália e Suécia, enquanto alcançou o top dez em outros países europeus. Tornou-se o quinquagésimo quintoentrada de Madonna na Billboard Hot 100 e sua quadragésima primeira música número um na parada de músicas da Hot Dance Club Songs da Billboard.
Em 11 de dezembro de 2009, foi confirmado pelo site oficial de Madonna que "Revolver" seria lançado como o segundo e último single do álbum em alguns territórios. O maxi-single digital foi lançado em muitos países em 29 de dezembro de 2009, seguido por um maxi-CD nos EUA no final de janeiro de 2010 e um single de 12 "em vinil no início de fevereiro de 2010. Críticos contemporâneos fizeram uma revisão mista do Alguns elogiaram a linha do refrão "My love's a revolver", enquanto outros achavam que era desanimador e não comparável às músicas anteriores de Madonna. "Revolver" chegou às regiões mais baixas das tabelas oficiais da Bélgica, Canadá, Finlândia e Reino Unido enquanto alcança o número quatro na tabela de músicas do Hot Dance Club dos Estados Unidos. Este foi o último single de Madonna dos anos 2000.
A faixa, "It's So Cool", estreou nas tabelas oficiais da Finlândia, Itália e Suécia nos números 8, 20 e 30 respectivamente, devido a downloads digitais. "Broken", a quarta música gravada para o álbum, mas não usada, foi escrita e produzida por Madonna e Oakenfold, com a escrita adicional de Ian Green e Ciaran Gribbin. "Broken" foi dado aos membros oficiais do fã clube Icon de Madonna como um vinil gratuito de 12", como parte de seus membros no final de 2012.

## Lista de faixas
| Celebration – Edição padrão |                                                 |         |  |
| N.º                         | Título                                          | Duração |  |
| 1.                          | "Hung Up"                                       | 5:38    |  |
| 2.                          | "Music"                                         | 3:45    |  |
| 3.                          | "Vogue"                                         | 5:16    |  |
| 4.                          | "4 Minutes" (com Justin Timberlake e Timbaland) | 3:09    |  |
| 5.                          | "Holiday"                                       | 6:08    |  |
| 6.                          | "Like a Virgin"                                 | 3:08    |  |
| 7.                          | "Into the Groove"                               | 4:45    |  |
| 8.                          | "Like a Prayer"                                 | 5:42    |  |
| 9.                          | "Ray of Light"                                  | 4:43    |  |
| 10.                         | "La Isla Bonita"                                | 4:02    |  |
| 11.                         | "Frozen"                                        | 5:10    |  |
| 12.                         | "Material Girl"                                 | 4:00    |  |
| 13.                         | "Papa Don't Preach"                             | 4:29    |  |
| 14.                         | "Lucky Star"                                    | 3:38    |  |
| 15.                         | "Express Yourself"                              | 3:59    |  |
| 16.                         | "Open Your Heart"                               | 3:49    |  |
| 17.                         | "Dress You Up"                                  | 4:02    |  |
| 18.                         | "Celebration"                                   | 3:35    |  |
| Duração total:              | Duração total:                                  | 79:08   |  |

| Celebration – Edição deluxe (Disco 1) |                                                 |                                                                                      |                              |         |  |
| N.º                                   | Título                                          | Compositor(es)                                                                       | Produtor(es)                 | Duração |  |
| 1.                                    | "Hung Up"                                       | Ciccone, Stuart Price, Benny Andersson, Björn Ulvaeus                                | Madonna, Price               | 5:38    |  |
| 2.                                    | "Music"                                         | Ciccone, Mirwais Ahmadzaï                                                            | Madonna, Ahmadzaï            | 3:45    |  |
| 3.                                    | "Vogue"                                         | Ciccone, Shep Pettibone                                                              | Madonna, Pettibone           | 5:16    |  |
| 4.                                    | "4 Minutes" (com Justin Timberlake e Timbaland) | Ciccone, Timberlake, Timothy Mosley, Nate Hills                                      | Timbaland, Timberlake, Danja | 3:09    |  |
| 5.                                    | "Holiday"                                       | Curtis Hudson, Lisa Stevens                                                          | Benitez                      | 6:08    |  |
| 6.                                    | "Everybody"                                     | Ciccone                                                                              | Mark Kamins                  | 4:10    |  |
| 7.                                    | "Like a Virgin"                                 | Billy Steinberg, Tom Kelly                                                           | Rodgers                      | 3:09    |  |
| 8.                                    | "Into the Groove"                               | Ciccone, Stephen Bray                                                                | Madonna, Bray                | 4:45    |  |
| 9.                                    | "Like a Prayer"                                 | Ciccone, Patrick Leonard                                                             | Madonna, Leonard             | 5:42    |  |
| 10.                                   | "Ray of Light"                                  | Ciccone, David Atkins, Christine Leach, Clive Skinner, Orbit                         | Madonna, Orbit               | 4:33    |  |
| 11.                                   | "Sorry"                                         | Ciccone, Price                                                                       | Madonna, Price               | 3:58    |  |
| 12.                                   | "Express Yourself"                              | Ciccone, Bray                                                                        | Madonna, Bray                | 4:00    |  |
| 13.                                   | "Open Your Heart"                               | Ciccone, Gardner Cole, Peter Rafelson                                                | Madonna, Leonard             | 3:49    |  |
| 14.                                   | "Borderline"                                    | Reggie Lucas                                                                         | Lucas                        | 3:59    |  |
| 15.                                   | "Secret"                                        | Ciccone, Dallas Austin                                                               | Madonna, Austin              | 4:28    |  |
| 16.                                   | "Erotica"                                       | Ciccone, Pettibone, Anthony Shimkin                                                  | Madonna, Pettibone           | 4:30    |  |
| 17.                                   | "Justify My Love"                               | Ciccone (escritora adicional), Lenny Kravitz, Ingrid Chávez                          | Kravitz                      | 4:54    |  |
| 18.                                   | "Revolver" (com Lil Wayne)                      | Ciccone, Carlos Battey, Steven Battey, Dwayne Carter, Justin Franks, Brandon Kitchen | Madonna, DJ Frank E          | 3:40    |  |

| Celebration – Edição deluxe (Disco 2) |                      |                                             |                                                |         |  |
| N.º                                   | Título               | Compositor(es)                              | Produtor(es)                                   | Duração |  |
| 1.                                    | "Dress You Up"       | LaRusso, Stanziale                          | Rodgers                                        | 4:02    |  |
| 2.                                    | "Material Girl"      | Peter Brown, Robert Rans                    | Rodgers                                        | 4:00    |  |
| 3.                                    | "La Isla Bonita"     | Ciccone, Leonard, Bruce Gaitsch             | Madonna, Leonard                               | 4:03    |  |
| 4.                                    | "Papa Don't Preach"  | Brian Elliot, Ciccone (escritora adicional) | Madonna, Bray                                  | 4:29    |  |
| 5.                                    | "Lucky Star"         | Ciccone                                     | Lucas                                          | 3:38    |  |
| 6.                                    | "Burning Up"         | Ciccone                                     | Lucas                                          | 3:44    |  |
| 7.                                    | "Crazy for You"      | John Bettis, Jon Lind                       | Benitez                                        | 3:44    |  |
| 8.                                    | "Who's That Girl"    | Ciccone, Leonard                            | Madonna, Leonard                               | 4:00    |  |
| 9.                                    | "Frozen"             | Ciccone, Leonard                            | Madonna, Orbit, Leonard                        | 6:18    |  |
| 10.                                   | "Miles Away"         | Ciccone, Timberlake, Mosley, Hills          | Timbaland, Timberlake, Danja                   | 3:45    |  |
| 11.                                   | "Take a Bow"         | Ciccone, Kenneth "Babyface" Edmonds         | Babyface, Madonna                              | 5:20    |  |
| 12.                                   | "Live to Tell"       | Ciccone, Leonard                            | Madonna, Leonard                               | 5:51    |  |
| 13.                                   | "Beautiful Stranger" | Madonna, Leonard                            | Madonna, Leonard                               | 4:22    |  |
| 14.                                   | "Hollywood"          | Ciccone, Ahmadzaï                           | Madonna, Ahmadzaï                              | 4:23    |  |
| 15.                                   | "Die Another Day"    | Ciccone, Ahmadzaï                           | Madonna, Ahmadzaï                              | 4:36    |  |
| 16.                                   | "Don't Tel Me"       | Ciccone, Ahmadzaï                           | Madonna, Ahmadzaï                              | 4:11    |  |
| 17.                                   | "Cherish"            | Ciccone, Leonard                            | Madonna, Leonard                               | 3:51    |  |
| 18.                                   | "Celebration"        | Ciccone, Oakenfold, Green, Gribbin          | Madonna, Oakenfold, Green (produtor adicional) | 3:54    |  |
| Duração total:                        | Duração total:       | Duração total:                              | Duração total:                                 | 157:34  |  |

| Celebration – Faixa bônus da edição deluxe digital |                                          |                |         |  |
| N.º                                                | Título                                   | Produtor(es)   | Duração |  |
| 37.                                                | "Celebration" (Benny Benassi Remix Edit) | Benassi        | 3:58    |  |
| Duração total:                                     | Duração total:                           | Duração total: | 119:58  |  |

| Celebration – Faixas bônus da versão exclusiva da Amazon |                                          |                |         |  |
| N.º                                                      | Título                                   | Produtor(es)   | Duração |  |
| 37.                                                      | "Celebration" (Benny Benassi Remix Edit) | Benassi        | 3:58    |  |
| 38.                                                      | "Celebration" (Felguk Love Remix)        | Felguk         | 6:38    |  |
| Duração total:                                           | Duração total:                           | Duração total: | 126:38  |  |

| Celebration – Faixas bônus das edições deluxe e deluxe vídeo da iTunes Store |                                          |                                 |                    |         |  |
| N.º                                                                          | Título                                   | Compositor(es)                  | Produtor(es)       | Duração |  |
| 37.                                                                          | "Celebration" (Benny Benassi Remix Edit) |                                 | Benassi            | 3:58    |  |
| 38.                                                                          | "It's So Cool"                           | Ciccone, Ahmadzaï, Monte Pittan | Madonna, Oakenfold | 3:26    |  |
| Duração total:                                                               | Duração total:                           | Duração total:                  | Duração total:     | 125:08  |  |

| Celebration – Videoclipes da edição deluxe vídeo da iTunes Store |                                 |                        |         |  |
| N.º                                                              | Título                          | Diretor                | Duração |  |
| 39.                                                              | "Lucky Star"                    | Arthur Pierson         | 4:02    |  |
| 40.                                                              | "Borderline"                    | Mary Lambert           | 3:57    |  |
| 41.                                                              | "Like a Virgin"                 | Lambert                | 3:49    |  |
| 42.                                                              | "Material Girl"                 | Lambert                | 4:43    |  |
| 43.                                                              | "Crazy for You"                 | Harold Becker          | 3:58    |  |
| 44.                                                              | "Papa Don't Preach"             | James Foley            | 5:07    |  |
| 45.                                                              | "Open Your Heart"               | Jean-Beaptiste Mondino | 4:27    |  |
| 46.                                                              | "La Isla Bonita"                | Lambert                | 4:00    |  |
| 47.                                                              | "Like a Prayer"                 | Lambert                | 5:37    |  |
| 48.                                                              | "Express Yourself"              | David Fincher          | 5:01    |  |
| 49.                                                              | "Cherish"                       | Herb Ritts             | 4:38    |  |
| 50.                                                              | "Vogue"                         | Fincher                | 4:52    |  |
| 51.                                                              | "Justify My Love"               | Mondino                | 4:58    |  |
| 52.                                                              | "Erotica"                       | Fabien Baron           | 5:13    |  |
| 53.                                                              | "Rain"                          | Mark Romanek           | 4:35    |  |
| 54.                                                              | "Take a Bow"                    | Michael Haussman       | 4:35    |  |
| 55.                                                              | "You'll See"                    | Haussman               | 4:20    |  |
| 56.                                                              | "Frozen"                        | Chris Cunnigham        | 5:22    |  |
| 57.                                                              | "Ray of Light"                  | Jonas Åkerlund         | 5:07    |  |
| 58.                                                              | "The Power of Good-Bye"         | Matthew Rolston        | 4:11    |  |
| 59.                                                              | "Music"                         | Åkerlund               | 4:46    |  |
| 60.                                                              | "Don't Tell Me"                 | Mondino                | 4:38    |  |
| 61.                                                              | "What It Feels Like for a Girl" | Guy Ritchie            | 4:30    |  |
| 62.                                                              | "Hung Up"                       | Johan Renck            | 5:27    |  |
| 63.                                                              | "Sorry"                         | Jamie King             | 4:47    |  |
| 64.                                                              | "Get Together"                  | Eugene Riecansky       | 3:57    |  |
| 65.                                                              | "Jump"                          | Åkerlund               | 3:24    |  |
| 66.                                                              | "4 Minutes"                     | Jonas & François       | 4:05    |  |
| 67.                                                              | "Give It 2 Me"                  | Tom Munro              | 4:13    |  |
| 68.                                                              | "Celebration"                   | Åkerlund               | 3:41    |  |

Notas
- Na edição japonesa da compilação, as faixas "Burning Up" e "Hollywood" são substituídas por "You Must Love Me" e "American Life", respectivamente.

## Créditos
Lista-se abaixo os profissionais envolvidos na elaboração de Celebration, de acordo com o portal Allmusic:
| - Mirwais Ahmadzaï: composição - Benny Andersson: composição - Dallas Austin: composição, produção - Babyface: composição, produção - Paul Bailey: engenharia - John Bettis: composição - Stephen Bray: composição, produção - Peter Brown: composição - Dwayne Carter: composição - Demacio "Demo" Castellon: engenharia, mixagem - Ingrid Chávez: composição - Gardner Cole: composição - Michel Colombier: composição - Dave Curtis: composição - Curtiss Maldoon: composição - Danja: composição, produção - Brian Elliot: composição - Bruce Gaitsch: composição - Ian Green: composição - Ciaran Gribbin: composição - Joe Henry: composição - Curtis Hudson: composição - Jean-Baptiste: fotografia - Jellybean: produção - Tom Kelly: composição | - Lenny Kravitz: composição, produção - Andrea LaRusso: composição - Christine Leach: composição - Patrick Leonard: composição, produção - Lil Wayne: artista participante - Jon Lind: composição - Reggie Lucas: composição - Madonna: composição, artista principal, produção - Wayne Maser: fotografia - Timbaland: composição, produção, artista participante - Paul Oakenfold: composição, produção - William Orbit: composição, produção - Shep Pettbione: composição, produção - Stuart Price: composição, produção - Peter Rafelson: composição - Robert Rans: composição - Herb Ritts: fotografia - Nile Rodgers: produção - Peggy Stanziale: composição - Billy Steinberg: composição - Lisa Stevens: composição - Mike Stoller: composição - Justin Timberlake: composição, artista participante, produção - Björn Ulvaeus: composição |

## Desempenho nas tabelas musicais

### Tabelas semanais
| Tabela musical (2009)                  | Melhor posição |
| -------------------------------------- | -------------- |
| Alemanha (GfK Entertainment Charts)    | 1              |
| Argentina (CAPIF)                      | 1              |
| Austrália (ARIA Charts)                | 6              |
| Áustria (Ö3 Austria Top 40)            | 4              |
| Bélgica (Ultratop 50 de Flandres)      | 1              |
| Bélgica (Ultratop 40 de Valônia)       | 2              |
| Canadá (Canadian Albums Chart)         | 1              |
| Croácia (HDU)                          | 1              |
| Dinamarca (Hitlisten)                  | 1              |
| Escócia (OCC)                          | 1              |
| Espanha (PROMUSICAE)                   | 2              |
| Estados Unidos (Billboard 200)         | 7              |
| Estados Unidos (Top Catalog Albums)    | 2              |
| Europa (European Top 100 Albums)       | 1              |
| Finlândia (IFPI Finlândia)             | 2              |
| França (SNEP)                          | 34             |
| Hungria (MAHASZ)                       | 2              |
| Irlanda (IRMA)                         | 1              |
| Itália (FIMI)                          | 1              |
| Japão (Oricon)                         | 1              |
| México (AMPROFON)                      | 1              |
| Noruega (VG-lista)                     | 3              |
| Nova Zelândia (Recorded Music NZ)      | 2              |
| Países Baixos (MegaCharts)             | 2              |
| Polônia (ZPAV)                         | 3              |
| Portugal (AFP)                         | 1              |
| Reino Unido (UK Albums Chart)          | 1              |
| República Checa (IFPI Česká Republika) | 1              |
| Rússia (2M)                            | 2              |
| Suécia (Sverigetopplistan)             | 2              |
| Suíça (Schweizer Hitparade)            | 3              |

| Tabela musical (2009)              | Posição |
| ---------------------------------- | ------- |
| Alemanha (Media Control Charts)    | 77      |
| Austrália (ARIA)                   | 73      |
| Bélgica (Ultratop 50 de Flandres)) | 23      |
| Bélgica (Ultratop 40 da Valônia)   | 47      |
| Dinamarca (Hitlisten)              | 29      |
| Europa (European Top 100 Albums)   | 19      |
| Finlândia (IFPI Finlândia)         | 2       |
| Hungria (MAHASZ)                   | 29      |
| Itália (FIMI)                      | 21      |
| Japão (Oricon)                     | 47      |
| Reino Unido (UK Albums Chart)      | 40      |
| Países Baixos (MegaCharts)         | 59      |
| Suécia (Sverigetopplistan)         | 46      |
| Suíça (Schweizer Hitparade)        | 61      |

| Tabela musical (2010)            | Posição |
| -------------------------------- | ------- |
| Europa (European Top 100 Albums) | 99      |

| Tabela musical (2010) | Posição |
| --------------------- | ------- |
| Itália (FIMI)         | 92      |

## Vendas e certificações
| Região                                                                                             | Certificação | Vendas     |
| -------------------------------------------------------------------------------------------------- | ------------ | ---------- |
| Alemanha (BVMI)                                                                                    | Platina      | 200,000^   |
| Argentina (CAPIF)                                                                                  | Ouro         | 20,000^    |
| Austrália (ARIA)                                                                                   | Ouro         | 35,000^    |
| Bélgica (BEA)                                                                                      | Platina      | 30,000*    |
| Brasil (Pro-Música Brasil)                                                                         | 2× Platina   | 120,000*   |
| Dinamarca (IFPI Dinamarca)                                                                         | Platina      | 30,000^    |
| Espanha (PROMUSICAE)                                                                               | Ouro         | 30,000^    |
| Estados Unidos (RIAA)                                                                              | Ouro         | 500,000^   |
| Finlândia (Musiikkituottajat)                                                                      | Platina      | 29,416     |
| França (SNEP)                                                                                      | Platina      | 100,000*   |
| Irlanda (IRMA)                                                                                     | Platina      | 15,000^    |
| Japão (RIAJ)                                                                                       | Platina      | 250,000^   |
| México (AMPROFON)                                                                                  | Platina      | 60,000^    |
| Nova Zelândia (RIANZ)                                                                              | Platina      | 7,500^     |
| Oriente Médio (IFPI Oriente Médio)                                                                 | Platina      | 6,000^     |
| Polônia (ZPAV)                                                                                     | Platina      | 20,000*    |
| Portugal (AFP)                                                                                     | Ouro         | 10,000^    |
| Reino Unido (BPI)                                                                                  | 2× Platina   | 666,000    |
| Rússia (2M)                                                                                        | Platina      | 20,000*    |
| Suécia (GLF)                                                                                       | Platina      | 40,000^    |
| Suíça (IFPI Suíça)                                                                                 | Platina      | 30,000^    |
| Resumos                                                                                            |              |            |
| Europa (IFPI)                                                                                      | Platina      | 1,000,000* |
| Mundo                                                                                              | —            | 4,000,000  |
| ^distribuições baseadas apenas na certificação *números de vendas baseados somente na certificação |              |            |

## Histórico de lançamento
| Região         | Data                   | Formato                     | Gravadora            |
| -------------- | ---------------------- | --------------------------- | -------------------- |
| Austrália      | 18 de setembro de 2009 | Edição Padrão Edição deluxe | Warner Bros. Records |
| Itália         | 18 de setembro de 2009 | Edição Padrão Edição deluxe | Warner Bros. Records |
| Reino Unido    | 18 de setembro de 2009 | Edição Padrão Edição deluxe | Warner Bros. Records |
| Brasil         | 21 de setembro de 2009 | Edição Padrão Edição deluxe | Warner Bros. Records |
| Finlândia      | 23 de setembro de 2009 | Edição Padrão Edição deluxe | Warner Bros. Records |
| Estados Unidos | 29 de setembro de 2009 | Edição Padrão Edição deluxe | Warner Bros. Records |
| Brasil         | 21 de setembro de 2009 | DVD                         | Warner Bros. Records |
| Austrália      | 18 de setembro de 2009 | DVD                         | Warner Bros. Records |
| Estados Unidos | 29 de setembro de 2009 | DVD                         | Warner Bros. Records |
| Colômbia       | 29 de setembro de 2009 | DVD                         | Warner Bros. Records |